# Château Orsini-Colonna
Le Château Orsini-Colonna est un château situé dans le centre historique d'Avezzano dans la province de L'Aquila, en plaine du Fucin dans le territoire de la Marsica.